# Paulus Moreelse
Paulus Jansz. Moreelse (Utrecht, 1571 – id., 6 mars 1638) est un peintre et architecte néerlandais (Provinces-unies) du siècle d'or. Comme peintre, il réalisa principalement des portraits.

## Biographie
Paulus Moreelse est né à Utrecht en 1571. Selon Carel Van Mander, il aurait été pendant deux ans un élève du portraitiste de Delft Michiel Jansz. van Mierevelt, qui lui-même avait été en apprentissage auprès d’Anthonie Van Blocklandt.
Avant 1596, il entreprend un voyage d’étude à Rome en Italie, et y reçoit de nombreuses commandes de portraits. De retour à Utrecht, il y devient membre de la guilde des selliers en 1596 et, en 1611, il prend part à la fondation de la nouvelle guilde de Saint-Luc, dont il devient le premier doyen. 
Sa plus ancienne œuvre datée remonte à 1606. Moreelse, portraitiste très couru, reçoit des commandes venant de toute la République. Il exécute des portraits de contemporains et de collègues, aussi bien que de représentants de la noblesse, comme le duc Christian von Braunschweig-Wolfenbüttel ou la famille Van Voorst d'Utrecht. À côté des portraits, il réalise également des scènes historiques traitées de façon maniériste et, dans les années 1620, des œuvres pastorales, avec des bergers et des bergères.
Appartenant à la même génération qu’Abraham Bloemaert et Joachim Wtewael, il joua tout comme eux un rôle important dans la vie publique de sa ville. Ainsi, lorsqu'en 1618 les gomaristes arrivent au pouvoir à Utrecht, Moreelse devient-il membre du conseil.
Moreelse sera également actif comme architecte : à Utrecht, il dessine la Catharijnepoort (la Porte Sainte-Catherine, 1626, démolie vers 1850), et peut-être aussi la Vleeshuis (la Halle aux Viandes), qui remonte à 1637 et existe encore aujourd’hui ; elle se trouve sur la Voorstraat.
À Utrecht, il enseigne également à la « Tekenacademie » (l’Académie de dessin) et a de nombreux élèves, parmi lesquels Dirck Van Baburen. Il participe par ailleurs, en 1636, à la fondation de l'université de la ville. 
Moreelse meurt en 1638, le 6 mars, et est enterré le 19 mars dans la Buurkerk, une église médiévale d’Utrecht qui de nos jours abrite le Museum Van Speelklok tot Pierement. Johannes Moreelse, son fils et son élève, fut peintre lui aussi.

## Galerie

Paulus Moreelse
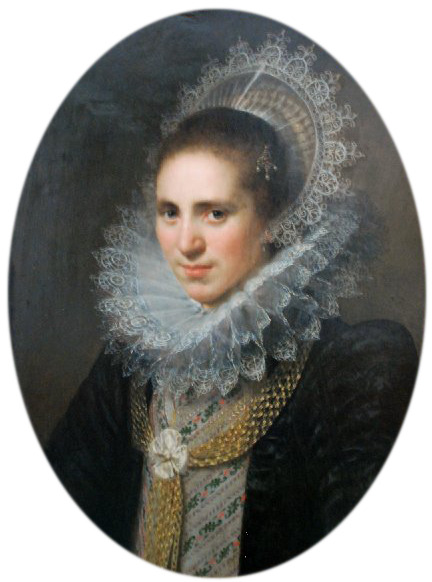
Portrait d'une jeune femme, 1615, huile sur panneau, 71 × 55 cm (Musée Boijmans Van Beuningen, Rotterdam).
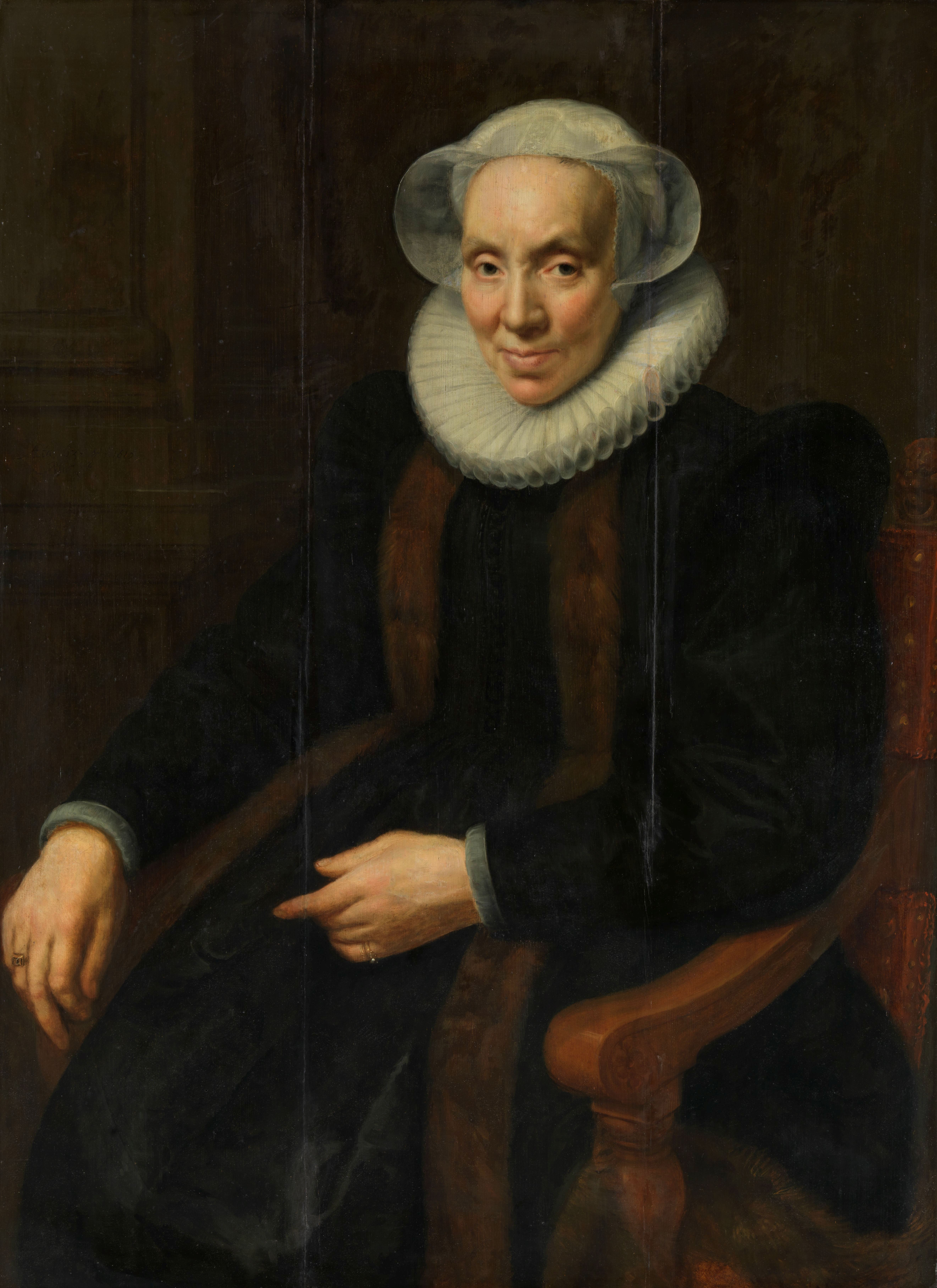
Portrait de Maria d'Utrecht, femme de Johan Van Oldenbarnevelt, 1615, huile sur panneau, 109 x 80,5 cm (Rijksmuseum, Amsterdam).
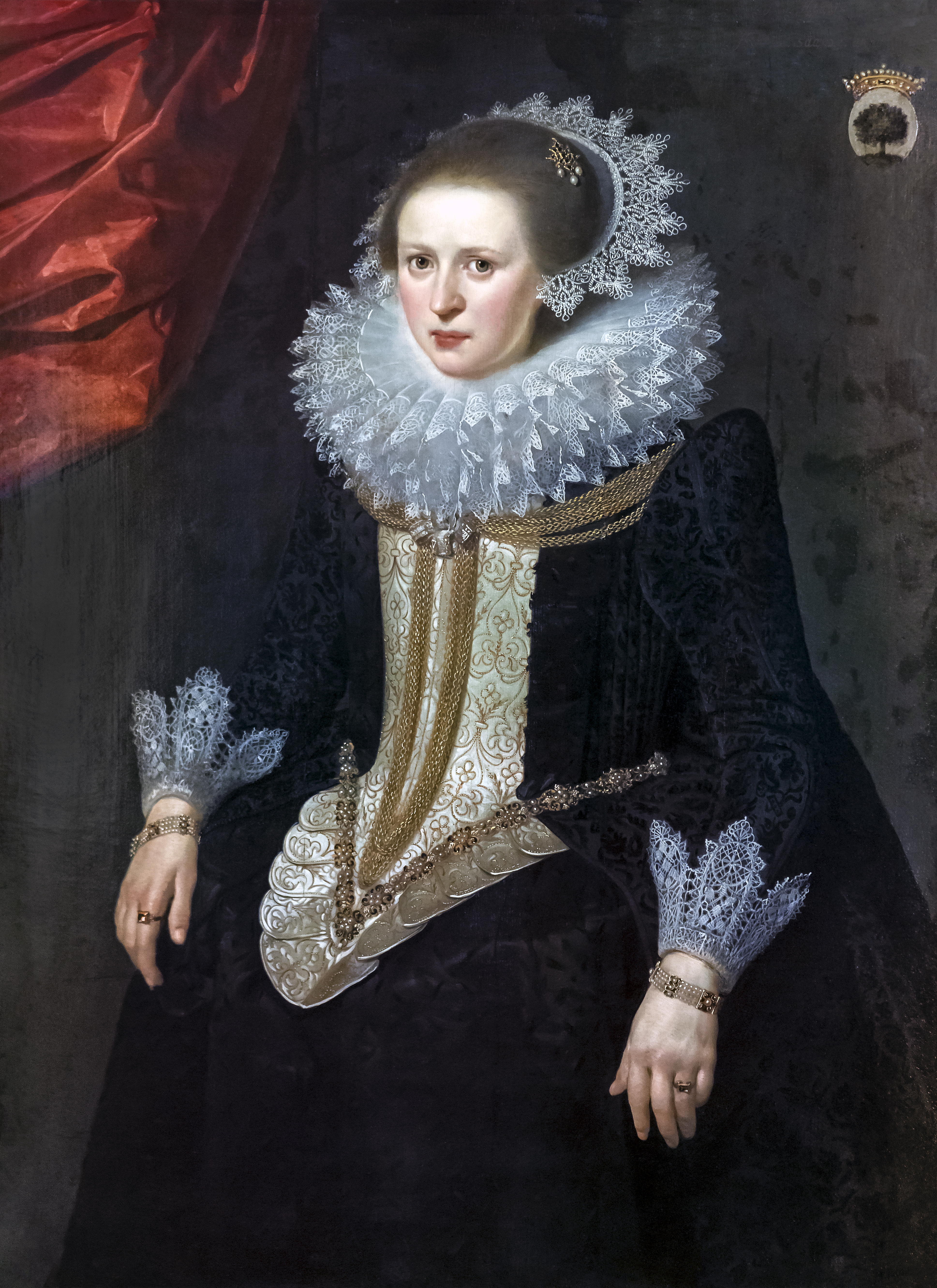
Madame Van Schurman, 1617, huile sur panneau,  (Musée des Beaux-Arts de Carcassonne).
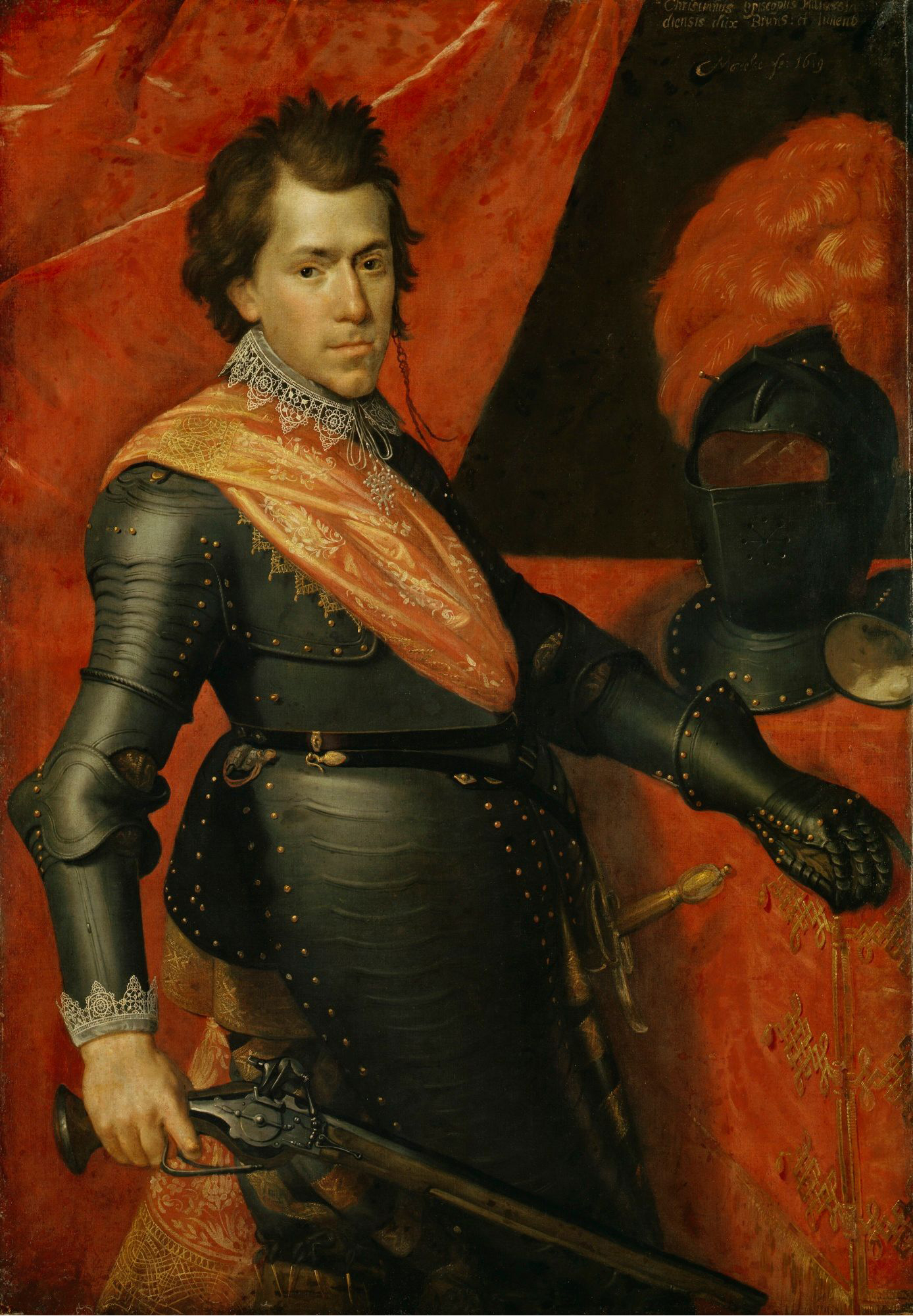
Portrait du duc Christian von Braunschweig-Wolfenbüttel, 1619.
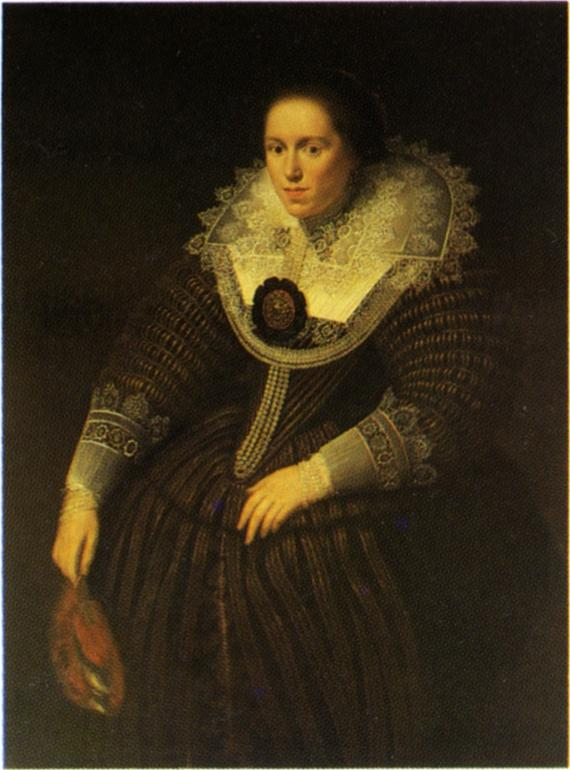
Portrait d'Emerentia Van Ravenswaey, 1625, huile sur toile
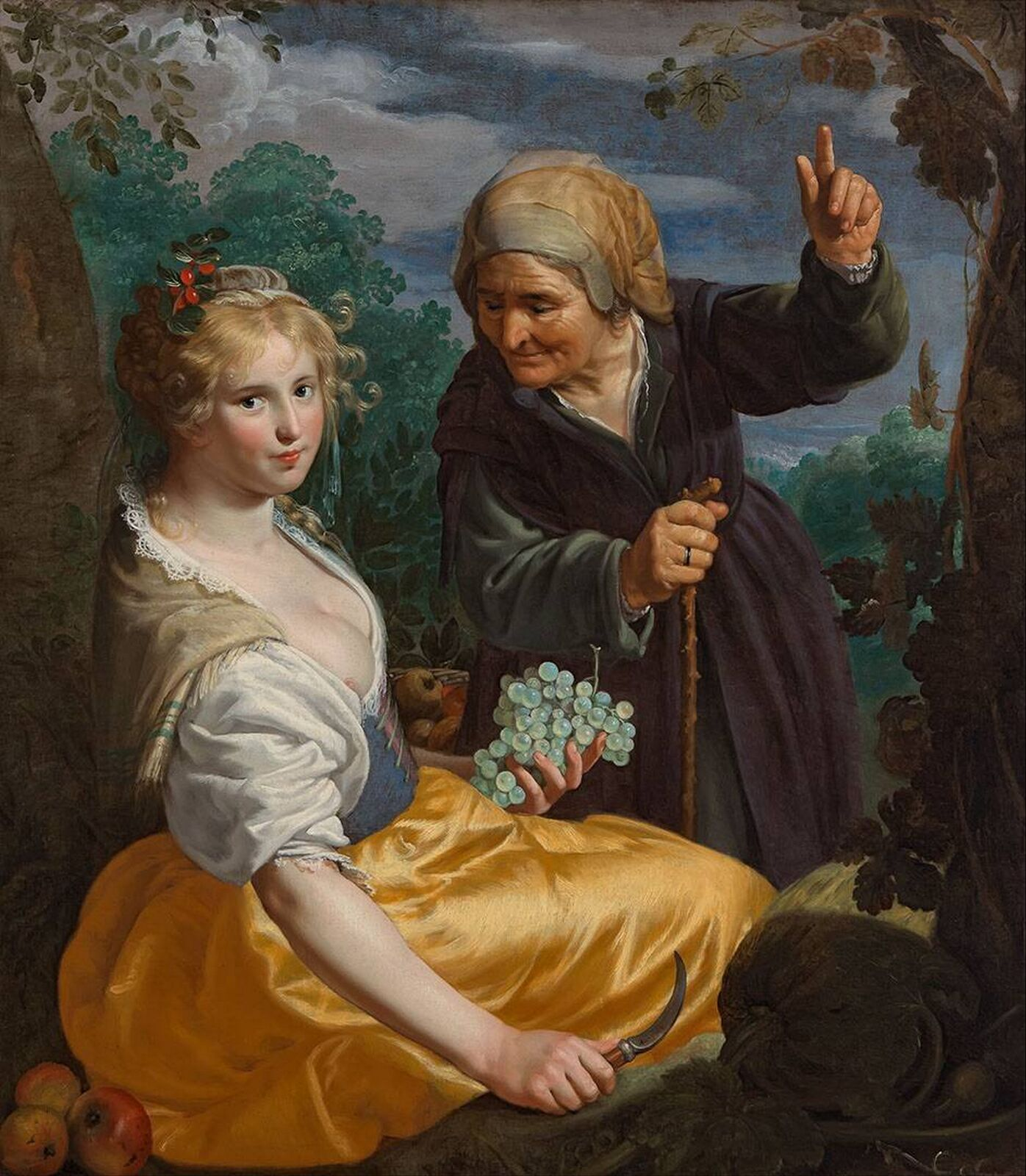
Vertumnus et Pomona, v.1625-1630, huile sur toile, 130 × 114 cm (Musée Boijmans van Beuningen, Rotterdam).
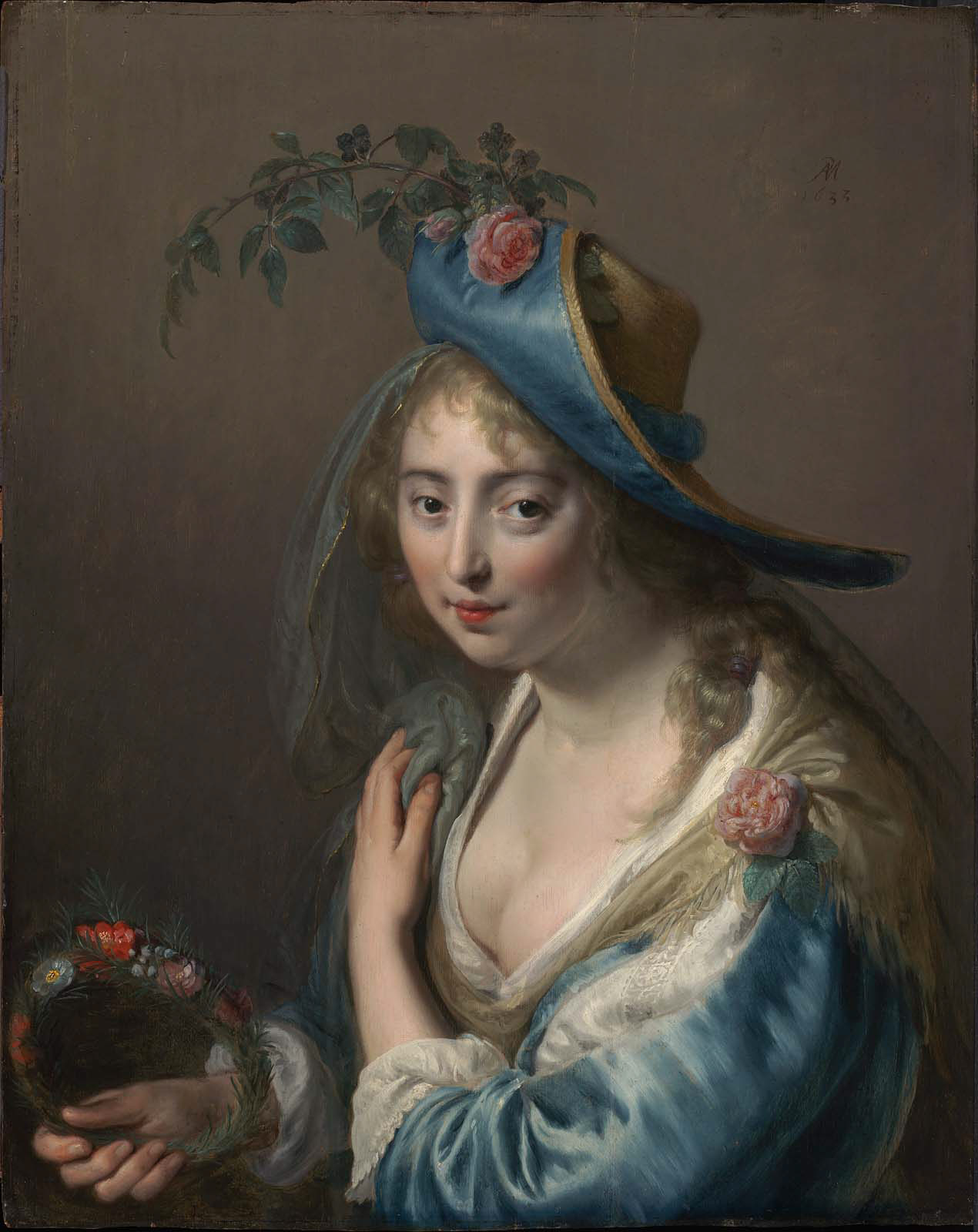
Portrait mythologique, 1633, huile sur toile, 74,3 x 59,4 cm (musée des beaux-arts de Boston).
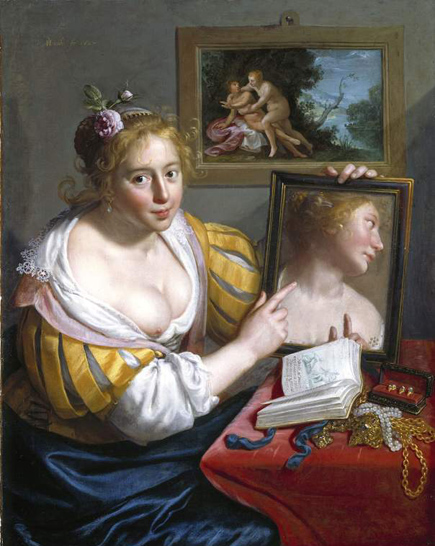
L'amour profane, 1627